# 桂妮薇儿
圭尼维尔（或譯桂妮薇儿、格妮薇兒、桂妮薇尔、格温娜维尔、桂妮薇亞）是亚瑟王的妻子，亚瑟执政期卡美洛王国的王后。也是圆桌骑士之一的兰斯洛特的情人。

## 传说中的桂妮薇儿
亚瑟王之妻红杏出墙的传说在亚瑟王传说中也是非常出名的，在圆桌骑士的传奇之中，桂妮薇儿被比作希腊神话中的人间美女海伦，因此为了她与兰斯洛特的奸情而使深爱着他们的人都陷入了灾难之中。
桂妮薇儿与兰斯洛特的私情使得骑士之间发生了分裂，不但如此，她的美貌也令亚瑟王的外甥莫德雷德也垂涎三尺。当亚瑟王离宫外出的时候，莫德雷德便趁虚而入，为了王位而攻占了卡美洛王国，并强迫桂妮薇儿成为他的妻子，从而爆发了亚瑟王与莫德雷德之间的卡姆兰战役。在这次生死攸关的交战中，不但众骑士全军覆没，连亚瑟王也在战斗中惨遭重创而死。
由于桂妮薇儿与兰斯洛特私通，桂妮薇儿被亚瑟王判处火刑而被绑到了刑架上，兰斯洛特舍身相救，许多骑士都因此倒在了兰斯洛特手下。后来，桂妮薇儿被兰斯洛特成功救走。桂妮薇儿最终成为了埃姆斯伯里一家修道院中的修女，直到她逝世。

## 人物的变迁
亚瑟王的妻子桂妮薇儿在早期讲述圆桌骑士的故事中没有出现，直到相关文献《马车上的骑士》发表之后，桂妮薇儿才在法国中世纪描写雅典爱情的小说中逐渐改写成了必不可少的关键人物。部分文献中将桂妮薇儿的命运改编成了兰斯洛特在亚瑟王于基督教会的见证下迎娶桂妮薇儿之前，则通过一场不受修道院约束的决斗上获得了和桂妮薇儿成婚的特权。
蒙默斯的杰弗里所著作的《维塔·梅林》中，将桂妮薇儿描述成一位罗马美女，但她的名字“Gwenhyvar”却源自爱尔兰传说中神圣女王康诺特的梅芙女王的女儿芬娜维尔（Finnabair）的名字，她的身世背景也和古代凯尔特象征生育及王权的女神联系在一起，但英国传说故事中她是一位无法生育的女子。不过，在文献《亚瑟之死》中，说她是拥有生育能力的女子，莫德雷德胁迫她生下了两个儿子后而摧毁了整个圆桌骑士团。

## 备注

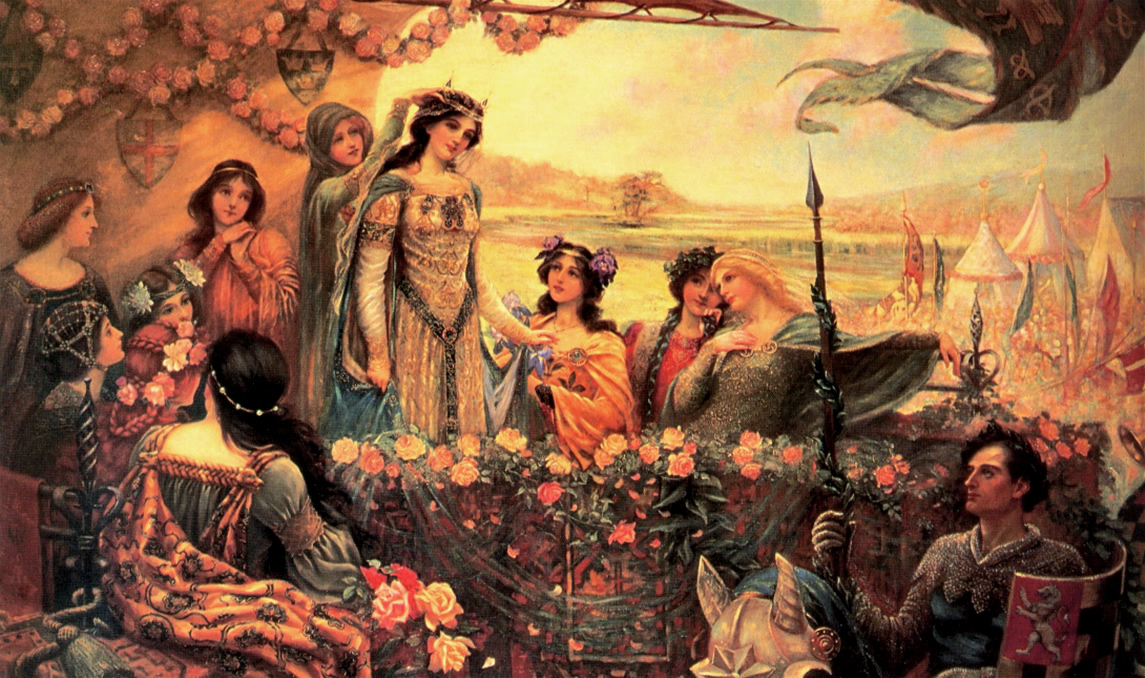
《兰斯洛特与桂妮薇儿》是1863年-1920年时期由赫伯特·德雷伯所作的油画。画中描述在一片花海中，桂妮薇儿王后头戴“五月花后”的花冠。在亚瑟王与众骑士的竞技比赛中，兰斯洛特技压群雄，因此而获得了桂妮薇儿王后芳心。

1. ↑  根据《世界人名翻译大辞典》译名。